# 이라크 국가 올림픽 위원회
이라크 국가 올림픽 위원회(아랍어: اللجنة الاولمبية الوطنية العراقية, 영어: National Olympic Committee of Iraq)는 이라크를 대표하는 국가 올림픽 위원회이다. IOC 코드는 IRQ이다. 본부는 바그다드에 있으며 아시아 올림픽 평의회에 소속되어 있다.
1948년에 설립했으며 같은 해에 국제 올림픽 위원회의 승인을 받았다. 올림픽, 아시안 게임을 비롯한 국제 스포츠 대회에 참가하는 이라크의 선수들을 대표한다.

## 같이 보기
- 올림픽 이라크 선수단